# Double Bass Array
Ein Double Bass Array bezeichnet eine bestimmte räumliche Anordnung mehrerer Tieftonlautsprecher in einem quaderförmigen Hörraum. Es dient dem Zweck, unerwünschte Resonanzen bei der Musikwiedergabe mit einer Hifi- oder Heimkinoanlage durch Vermeidung von stehenden Wellen zu verhindern, so dass die Wiedergabe möglichst unverfälscht und unabhängig vom Hörerstandort erfolgen kann.

## Allgemein
Zur Realisierung werden mindestens zwei (je mehr, desto größer der Wirkbereich) identische Subwoofer benötigt, von denen die Hälfte an der gleichen Raumseite wie die normalen Frontlautsprecher möglichst wandnah aufgestellt werden. Die andere Hälfte der Subwoofer wird an der gegenüberliegenden Wand platziert und dient dort als aktive Auslöschung der reflektierten Schallwelle.
Ein Double Bass Array hat nichts mit Mehrkanal-Musikwiedergabe (Raumklang) mit 5.1 oder 7.1 Kanälen wie bei Dolby Digital oder DTS zu tun. Die nötige Elektronik wird von Wiedergabegeräten, welche die vorgenannten Kodierungen beherrschen, in der Regel nicht bereitgestellt.
Einige Top-Modelle bieten allerdings zwei Vorverstärkerausgänge für Subwoofer, die mit getrennter Verzögerung (Delay) angesteuert werden können.

## Funktionsweise

### Gitteranordnung

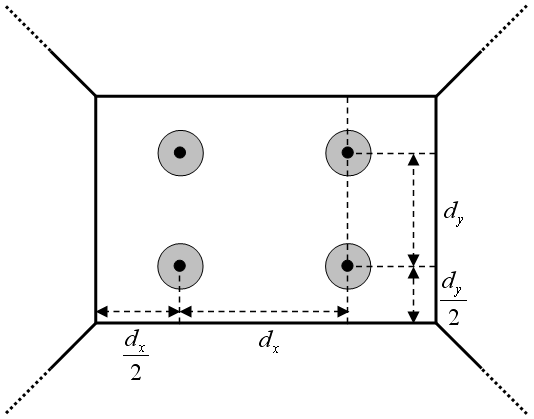
Häufig realisierte Gitteranordnung mit vier Tieftönern

Durch die Platzierung der Tieftöner an der Vorder- und Rückseite des Raumes in einem Gitter mit einem bestimmten Abstand zueinander werden die Moden zwischen den Seitenwänden und Boden bzw. Decke nicht angeregt. Die Tieftöner müssen dabei auf der Wand nach folgenden Formeln platziert werden:
{\displaystyle p_{x}{=}{\frac {(2\cdot n+1)\cdot w_{x}}{2\cdot a_{x}}}}
{\displaystyle p_{y}{=}{\frac {(2\cdot n+1)\cdot w_{y}}{2\cdot a_{y}}}}

{\displaystyle w_{x}}: Breite der Wand
{\displaystyle w_{y}}: Höhe der Wand
{\displaystyle p_{x}}: Abstand von der Wand horizontal (im Bild {\displaystyle d_{x}/2} für n=0)
{\displaystyle p_{y}}: Abstand von der Decke vertikal (im Bild {\displaystyle d_{y}/2} für n=0)
{\displaystyle a_{x}}: Anzahl Tieftöner horizontal
{\displaystyle a_{y}}: Anzahl Tieftöner vertikal
mit Zähler {\displaystyle n={0,1,2,3,...,(a-1)}}

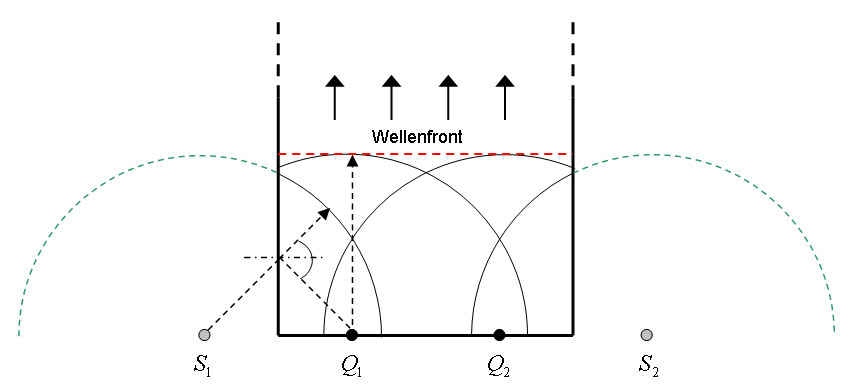
Draufsicht auf einen Raum mit zwei Schallquellen in Gitteranordnung. Zusammen mit den Spiegelquellen formt sich eine ebene Wellenfront.

Durch diese Platzierung in einer Gitteranordnung wirken die Reflexionen des Schalls an den Begrenzungsflächen als Spiegelschallquellen. Durch Interferenz der einzelnen Schallquellen entsteht eine ebene Wellenfront parallel zur Frontseite des Raumes, wie sie auch eine unendlich ausgedehnte Schallquelle erzeugen würde. Die beiden Dimensionen sind dabei unabhängig zu betrachten. Das bedeutet, dass die Anzahl der Tieftöner wie auch der Abstand untereinander horizontal und vertikal verschieden sein kann. Auch spielt es keine Rolle, ob es sich um eine gerade oder ungerade Anzahl an Tieftönern handelt.
Die Grenzfrequenz {\displaystyle f_{c}}, bis zu der die konstruktive Interferenz eine ebene Wellenfront bildet, errechnet sich für eine Dimension zu
{\displaystyle f_{c}{=}{\frac {c}{2\cdot d}}}
mit {\displaystyle c}: Schallgeschwindigkeit
{\displaystyle d}: Abstand zwischen den Tieftönern
Damit ist klar, dass eine größere Anzahl an Tieftönern eine bessere Bildung der ebenen Wellenfront mit sich bringt. Dies hängt jedoch stark von den Raumdimensionen und dem Frequenzbereich ab, in dem das DBA eingesetzt werden soll. Für kleinere Räume oder eine tiefe Trennung des Basssystems kann beispielsweise auch ein einzelner Tieftöner pro Gitter ausreichend sein, um die Vertikal- und Quermoden nicht anzuregen.
Beispiel: Bei einer Wand mit den Maßen 4 × 3 m würde mit vier Tieftönern pro Gitter (zwei pro Dimension) eine Nichtanregung der Quermoden bis ca. 86 Hz und der Vertikalmoden bis ca. 114 Hz erreicht werden, was für Heimkinoanwendungen ausreichen würde.

### Aktive Auslöschung

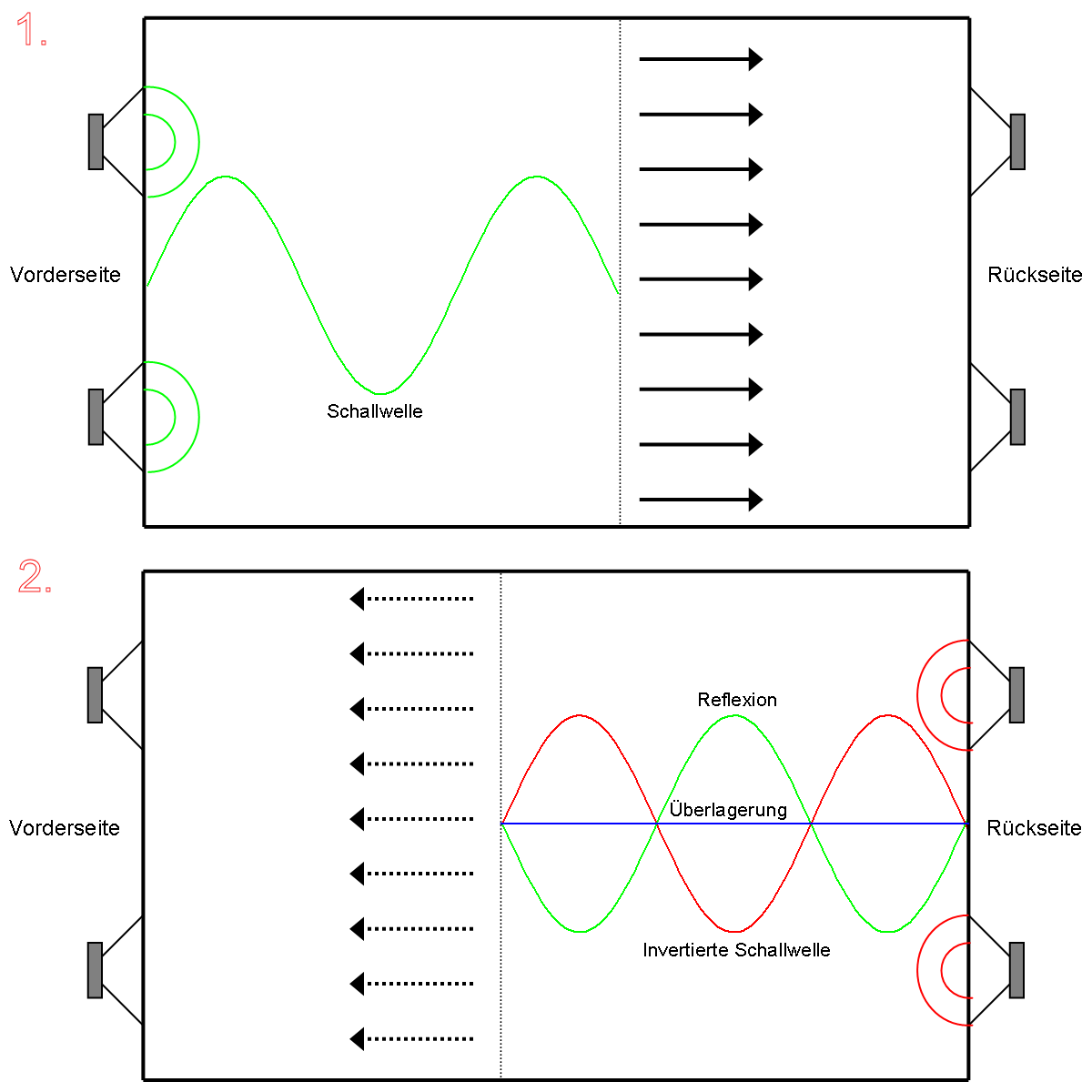
Schematische Darstellung der aktiven Auslöschung. Die transversale Welle symbolisiert das Basssignal. Die ebene Wellenfront der Vorderseite wird von der Rückwand reflektiert. Im selben Augenblick sendet das hintere Tieftongitter eine invertierte Wellenfront aus. Beide löschen sich aus.

Durch die Gitteranordnung der vorderen Tieftöner bleibt nur noch die Längsmode entlang der Raumlänge bestehen. Diese wird durch die wandnahe Aufstellung maximal angeregt. Der Trick des DBA ist es nun, eine weitere, identische Gitteranordnung von Tieftönern auf der Rückseite des Raumes anzubringen und diese invertiert und zeitverzögert anzusteuern. Das hintere Gitter emittiert eine invertierte ebene Welle genau dann, wenn die ebene Welle, die von den Frontsubwoofern ausgesandt wird, die Rückwand erreicht und von dieser reflektiert wird. Somit löschen sich die Reflexion und die invertierte Welle aus. Im Gegensatz zu einer Absorption, bei der die Schallwelle in Wärmeenergie umgewandelt wird, findet beim DBA also eine destruktive Interferenz statt. Da die Schallwellen der beiden Gitter denselben Weg nehmen und von derselben Beschaffenheit sind, löschen sie sich bis in die Unendlichkeit aus.
Die zu wählende Zeitverzögerung {\displaystyle t_{d}} des hinteren Gitters ist nach der Länge {\displaystyle l} des Raumes zu berechnen:
{\displaystyle t_{d}{=}{\frac {l}{c}}}
mit {\displaystyle c}: Schallgeschwindigkeit
Zur Realisierung eines echten DBAs wird also ein frequenzunabhängiges Verzögerungsglied (Delay) benötigt, wie es z. B. die meisten digitalen Equalizer oder digitale Aktivweichen bieten. Ein Allpass zur Phasendrehung, wie bei gängigen Fertigsubwoofer, ist dazu nicht geeignet. Die Invertierung kann auf einfache Weise durch eine Verpolung der Lautsprecher oder des zugeführten Signals zum Verstärker vorgenommen werden.
Die Aktive Auslöschung funktioniert nicht nur in quaderförmigen Räumen, sondern ist prinzipiell auf jeden in Längsrichtung symmetrischen Raum anwendbar. Das Funktionsprinzip lässt sich sogar auf L-förmige Räume anwenden, indem durch zusätzliche Schallquellen die Wellenfront eines quaderförmigen Raumes simuliert wird. Die zusätzlichen Schallquellen vervollständigen die ebene Welle, die in einem der Zweige erzeugt wird. Diese kann anschließend wie gehabt an der Rückwand ausgelöscht werden. Es ist für diese Anordnung ein zusätzlicher Verzögerungskanal notwendig. Die aktive Auslöschung funktioniert auch, wenn die beiden Gitter eine unterschiedliche Anzahl an Treibern aufweisen. So kann z. B. das hintere Gitter verkleinert werden, ohne den Gesamteffekt groß zu beeinträchtigen.
Eine ebene Welle erzeugt einen Amplitudengang, der mit steigender Frequenz um 6 dB/Oktave abfällt (Vergleich Zylinderwelle: 3 dB/Oktave). Der Druckkammereffekt unterhalb der ersten Raummode (zusätzliche Erhöhung der Steigung um 6 dB/Oktave) ist bei einem DBA nicht vorhanden, da der Raum aus akustischer Sicht keine Rückwand besitzt.

### Single Bass Array (SBA)
Eine Anordnung ohne hinteres Tieftongitter wird üblicherweise als Single Bass Array (SBA) bezeichnet. Da die Auslöschung der ebenen Welle an der Rückwand entfällt, sollte diese stark absorbierend ausgeführt sein. Andernfalls werden die Längsmoden maximal angeregt, was zu starken, ortsabhängigen Verzerrungen der Übertragungsfunktion führt.
Wenn der Absorber an der Rückwand nicht ausreicht, um die Längsmoden komplett zu bedämpfen, kann zur Linearisierung der Übertragungsfunktion ein parametrischer Equalizer eingesetzt werden. Sowohl Raummoden als auch IIR-Filter sind minimalphasig, so dass nicht nur der Amplitudengang linearisiert, sondern auch das Abklingen verringert wird. Die so eingestellte Übertragungsfunktion ist bei ausreichender Gitterdichte für eine zum Tieftongitter parallele Ebene gültig (z. B. eine komplette Sitzreihe).
Ein Single Bass Array besitzt eine doppelt so hohe Effizienz wie ein Double Bass Array mit identischer Anzahl an Tieftönern. Die Kosten für Tieftöner und Verstärker sind damit bei identischer Gitterdichte nur halb so groß. Dafür benötigt der rückwärtige Absorber in der Regel mehr Platz. Weiterhin ist bei einem nicht idealen Absorber die Übertragungsfunktion abhängig von der Hörposition in Richtung der Raumlänge. Je effektiver der Absorber, desto geringer wird diese Abhängigkeit.

## Vorteile
- Der Schalldruckpegel ist im gesamten Raum konstant.
- Es werden keine Raummoden angeregt (kein unangenehmes Dröhnen).
- Da die Subwoofer am besten direkt in oder an der Wand montiert werden, lässt sich ein DBA nahezu unsichtbar in den Raum integrieren.
- Es sind keine großen, passiven Absorber für den Tieftonbereich notwendig.
- Relativ einfach zu bauen.

## Nachteile
- Es herrschen nie ideale Bedingungen im Hörraum, daher funktioniert auch kein DBA perfekt. Hinzu kommt, dass große Möbelstücke die ebene Wellenfront stören.
- Die Wirkung des DBAs ist von der Anzahl der Tieftöner abhängig, die bei großen Wänden leicht zweistellige Werte annehmen kann.
- Die Installation ist komplex (Messungen) und kostspielig, der Wirkungsgrad verhältnismäßig schlecht.
- Die Absorption großer Wellenlängen (also tiefer Töne) ist bis zu einem gewissen Grad mit herkömmlichen Plattenabsorbern möglich. Unter Umständen reicht ein SBA mit Dämpfung an der Rückwand aus, um auch die Längsmode zu eliminieren.
- Die ebene Wellenfront erfährt bei der Bewegung auf der Raumachse weniger Pegelabfall als eine Zylinderwelle einer Schallzeile oder die Kugelwelle eines konventionellen Lautsprechers. Mit dem wesentlichen 100Hz-20kHz-Bereich fällt deshalb die Klangbalance ortsabhängig unterschiedlich aus.